# Lubcza (Petite-Pologne)
Pour les articles homonymes, voir Lubcza.
Lubcza est une localité polonaise de la gmina de Ryglice, située dans le powiat de Tarnów en voïvodie de Petite-Pologne.